# Tom Homer
Thomas David William Homer (Salisbury, 1º aprile 1990) è un ex rugbista inglese, miglior realizzatore di Premiership nel 2012.

## Biografia
Dopo le giovanili in Wiltshire, Homer firmò il suo primo contratto professionistico nel 2008 con il London Irish, club con cui, pur non raggiungendo traguardi di rilievo, si impose come miglior realizzatore nel 2012 con 278 punti.
A metà stagione 2014-15, quattro mesi prima della fine naturale del contratto, si trasferì al Bath, in cui rimase quattro anni e mezzo per tornare agli Exiles nel 2020.
Alla fine della stagione Homer annunciò il suo ritiro immediato dall'attività agonistica, declinando un'offerta francese del Montauban, anche se un anno più tardi ebbe un breve ritorno all'attività per una stagione a Narbonne.